# 埃诺·塞佩莱
埃诺·塞佩莱（芬蘭語：Eino Seppälä，1896年11月11日—1968年4月4日），芬兰男子田径运动员。他曾代表芬兰参加1924年夏季奥林匹克运动会田径比赛，获得男子团体3000米项目金牌。